# Leonardo S.p.A.
Leonardo (ehemals Finmeccanica) mit Sitz in Rom ist ein italienischer Rüstungs-, Informationssicherheits-, Luft- und Raumfahrtkonzern, der zu den größten Rüstungsunternehmen der Welt zählt.
Der Konzern beschäftigte 2024 rund 60.000 Mitarbeiter, davon die Mehrheit in Italien. Weitere Standorte befinden sich in Deutschland, Frankreich, Polen, dem Vereinigten Königreich und den Vereinigten Staaten.

## Geschichte

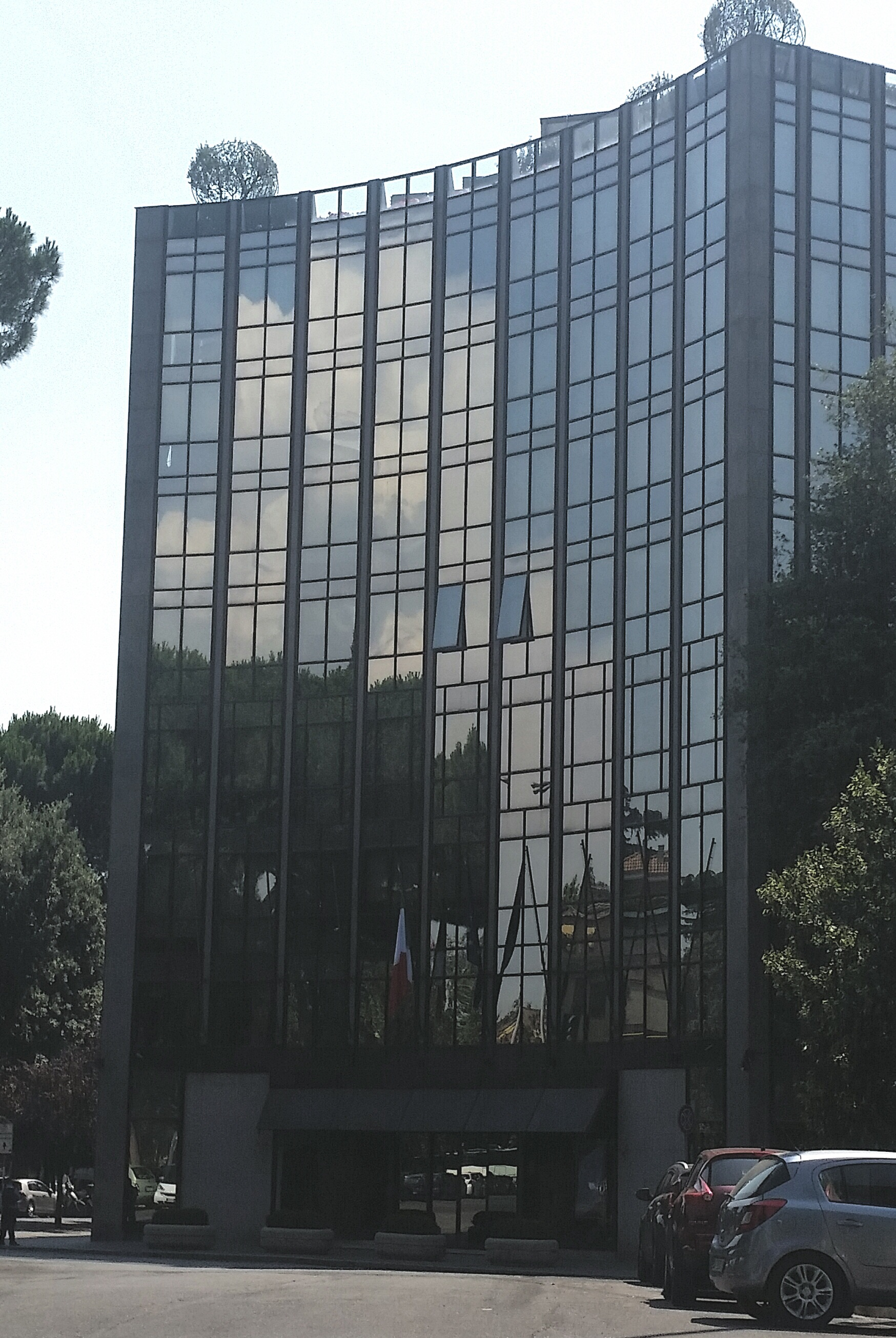
Unternehmenssitz in Rom

### Finmeccanica
Finmeccanica wurde im Jahr 1948 als eine Unterholding des staatlichen Istituto per la Ricostruzione Industriale (IRI) gegründet und kontrollierte zunächst Maschinen- und Fahrzeugbauunternehmen wie Alfa Romeo und Ansaldo. Im Luftfahrtsektor war Finmeccanica nur über Aeritalia vertreten, die anderen Luftfahrt- und Rüstungsunternehmen wie Agusta, Aermacchi, Breda oder SELEX Sistemi Integrati blieben privat oder gehörten zu anderen IRI-Holdings wie Efim oder Stet.
Ende der 1980er Jahre leitete Finmeccanica eine Konzentration der verschiedenen Luft- und Raumfahrtunternehmen, der Elektronik- und Waffenhersteller ein, ein Prozess, der sich in den 1990er Jahren im Zug von Rationalisierungs- und Privatisierungsmaßnahmen in der staatlich kontrollierten Industrie noch wesentlich verstärkte. Finmeccanica war neben dem Schiffbaukonzern Fincantieri die einzige ehemalige Staatsholding, die aus den Wirtschafts- und Finanzkrisen der 1990er Jahre gestärkt hervorging und sich danach als bedeutendster italienischer Technologiekonzern auf dem Weltmarkt etablieren konnte. 2004 übernahm der Konzern den britischen Hubschrauberhersteller Westland und 2008 das US-Rüstungsunternehmen DRS Technologies.
2011 kündigte der italienische Ministerpräsident Mario Monti eine Intensivierung der seit einem Jahr laufenden Untersuchungen zu einer Korruptionsaffäre mit Finmeccanica im Zentrum an. In dem Zusammenhang wurden der Chef der italienischen Flugsicherung ENAV, Guido Pugliesi, der Verkaufsleiter der Finmeccanica-Tochter SELEX Sistemi Integrati, Manlio Fiore, und ein Buchhalter, Marco Iannilli, wegen Steuerbetrugs und Geldwäsche festgenommen. Auch gegen den Anfang Dezember 2011 zurückgetretenen Präsidenten von Finmeccanica, Pier Francesco Guarguaglini, wurde ein Verfahren wegen Schwarzgeldkonten im Ausland und Bestechung eingeleitet.
Im Mai 2012 wurde dem 59-jährigen Atommanager einer Tochterfirma der Finmeccanica, Roberto Adinolfi, ins rechte Knie geschossen, ein Bekennerschreiben wurde von der Zelle „Olga“ der Federazione Anarchica Informale veröffentlicht, die sieben weitere Anschläge auf Finmeccanica-Manager ankündigte. Im Februar 2013 wurde Finmeccanica-Chef Giuseppe Orsi wegen Korruptionsverdacht festgenommen, Haftbefehl gegen den Chef von AgustaWestland, Bruno Spagnolini, erlassen und Auslieferungsersuchen gegen zwei in der Schweiz lebende Manager gestellt. Die Leitung von Finmeccanica übernahm der ehemalige italienische Polizeichef Giovanni De Gennaro und der ehemalige Bahnchef Mauro Moretti.

### Entstehung von Leonardo
De Gennaro und Moretti leiteten eine umfassende Neuordnung und Rationalisierung ein, in deren Zug verschiedene Geschäftsfelder aufgegeben wurden und die verbliebenen Tochterunternehmen, darunter der Hubschrauberhersteller AgustaWestland, das Flugzeugbauunternehmen Alenia Aermacchi, das Rüstungs- und Elektronikunternehmen SELEX Sistemi Integrati sowie die Rüstungsunternehmen Oto Melara und Whitehead Alenia Sistemi Subacquei in der sogenannten One Company mit dem alten Holdingnamen Finmeccanica aufgingen und dort zunächst sieben Abteilungen bildeten.
2016 trug das restrukturierte Unternehmen übergangsweise den Namen „Leonardo-Finmeccanica“, Anfang Januar 2017 wurde der Name in Leonardo geändert und das Unternehmen somit nach dem Universalgelehrten Leonardo da Vinci benannt, der unter anderem Entwürfe für verschiedene Flug- und Kriegsgeräte vorlegte, darunter Luftschrauben, U-Boote, Belagerungsgeräte und Panzer. Im Mai 2017 ernannte der Verwaltungsrat Alessandro Profumo zum neuen Chief Executive Officer. Seit Mai 2023 ist Robert Cingolani neuer Chief Executive Officer.

## Geschäftsfelder und Organisation

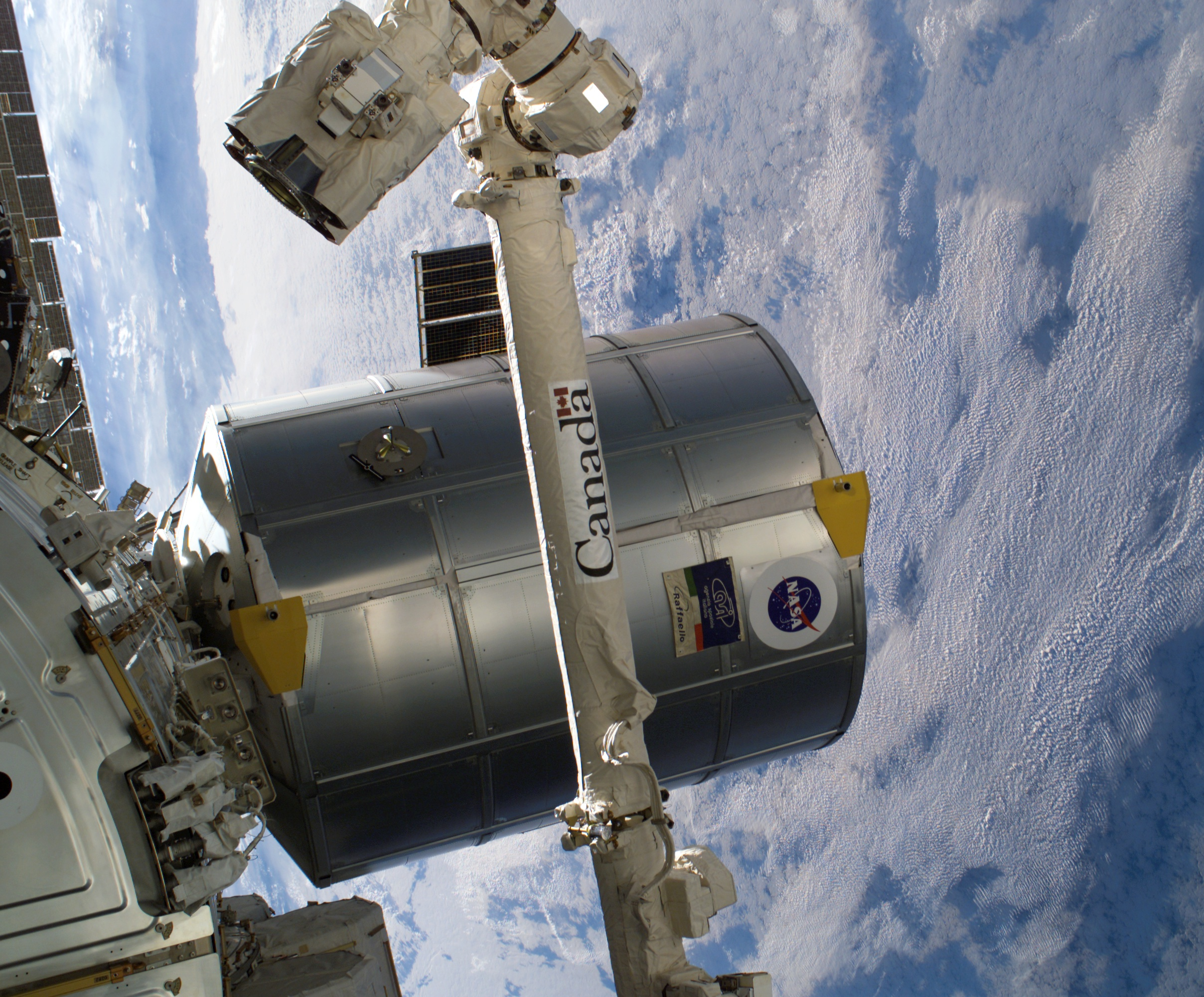
Raffaello MPLM angedockt an der ISS

Leonardo entwickelt und produziert Flugzeuge, Hubschrauber, Satelliten-, Raketen- und Raumfahrtkomponenten, Verteidigunselektronik, Kommunikations- und Informationstechnik, Schiffsgeschütze, Raketenwaffen und Torpedos, Waffensysteme für Panzerfahrzeuge und Automatisierungstechnik.
Im Zuge der Neuordnung wurde der Bau von Hochgeschwindigkeitszügen, U-Bahn-Fahrzeugen, Trambahnwagen und Omnibussen eingestellt. Die in diesen Bereichen tätigen Unternehmen AnsaldoBreda, Ansaldo STS und BredaMenarinibus wurden 2015 veräußert. Mit dem Verkauf von Ansaldo Energia an das italienische Ministerium für Wirtschaft und Finanzen zog man sich aus dem Energiebereich zurück.
Leonardo besteht aus acht Divisionen oder Abteilungen:

### Hubschrauber

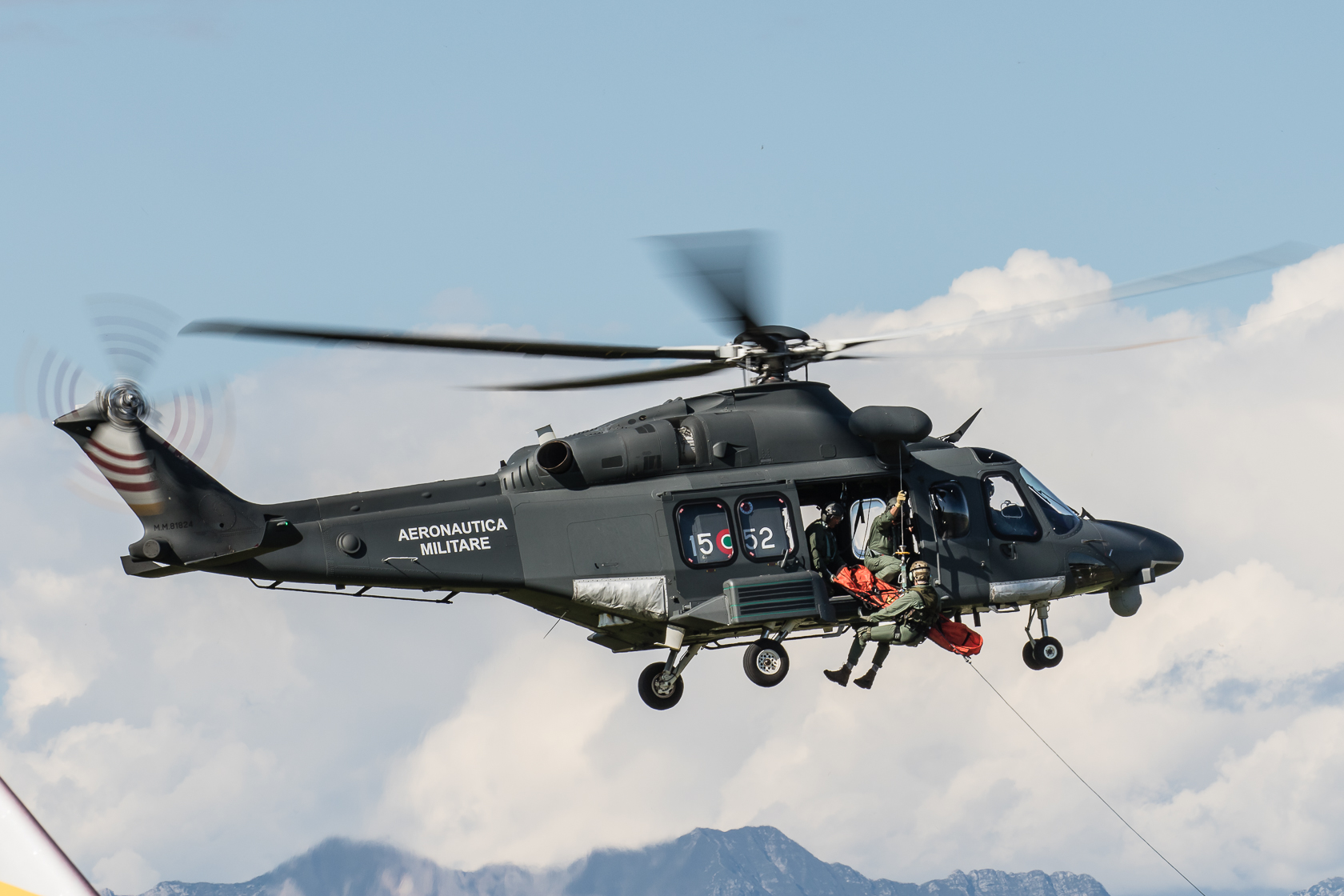
AgustaWestland AW139

Die Hubschrauber-Abteilung entstand durch die gleichteilige Fusion der Hubschraubersparten der italienischen Finmeccanica, der 1907 gegründeten Agusta, und der britischen Westland im Juli 2000. AgustaWestland ging 2016 in Leonardo auf.
Zu den aktuellen Hubschraubern gehören Modelle wie der militärische Transporthubschrauber AW101, die Mehrzweckhubschrauber AW109, AW139 (mit den Varianten wie AW149 und AW189) und AW169 sowie das Kipprotor-Wandelflugzeug AW609. 
Aktuell in Entwicklung befindet sich der Kampfhubschrauber Leonardo AW249 als Nachfolger des Agusta A129 Mangusta.
Im Januar 2020 wurde zudem die Übernahme des Schweizerischen Hubschrauberprojekts Kopter bekannt gegeben, welches als Kompetenzzentrum für einmotorige Hubschrauber in den Konzern eingegliedert werde.

### Flugzeuge, Flugzeugkomponenten und UAV

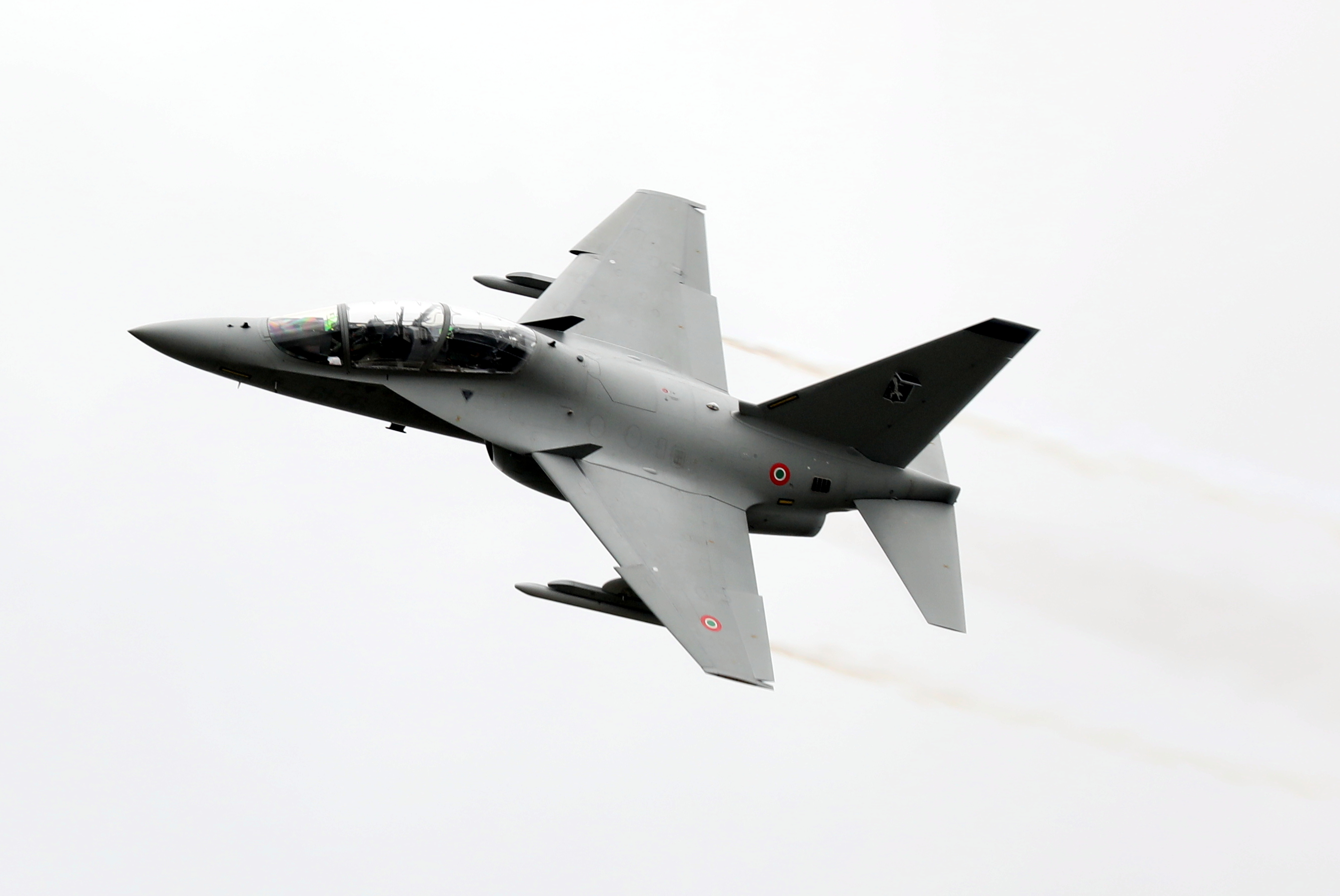
M-346

Die Abteilung Flugzeugbau steht in der Nachfolge von Unternehmen, die im Lauf der Zeit in Alenia Aermacchi aufgingen. Sie produziert heute die Schul- und Mehrzweckkampfflugzeuge M-345 und M-346 sowie das Transportflugzeug C-27J, mehrere unbemannte Luftfahrzeuge und das Drohnen-Erkennungs- und Abwehrsystem Falcon Shield.
Leonardo ist an der Entwicklung und Produktion der Regionalflugzeuge ATR 42 und ATR 72 beteiligt, wobei die Abteilung Flugzeugbau für die militärischen Varianten der beiden Flugzeugtypen verantwortlich ist.
Der Konzern ist Teil des Konsortiums, welches das Kampfflugzeug Eurofighter Typhoon entwickelt und produziert sowie als Entwicklungspartner an der Lockheed Martin F-35 beteiligt. Darüber hinaus ist Leonardo an der Entwicklung des European MALE RPAS (Eurodrone) und dem Global Combat Air Programme (GCAP) zur Entwicklung eines Mehrzweckkampfflugzeugs der sechsten Generation beteiligt.
Die Abteilung Flugzeugkomponenten ist als Zulieferer für Airbus, ATR, Boeing, Dassault Aviation und Embraer tätig. Der Rumpf der ATR 42 und der ATR 72 wird in Pomigliano d’Arco gebaut, Rumpfsegmente und andere Teile der Boeing 787 werden in Foggia und Grottaglie produziert, eine Rumpfsektion des Airbus A380 und Bauteile der Airbus-A320-Familie kommen ebenfalls von Leonardo. Für alle genannten Flugzeugbauer stellt diese Abteilung von Leonardo insbesondere Antriebssysteme her.

### Verteidigungselektronik und Geschütze

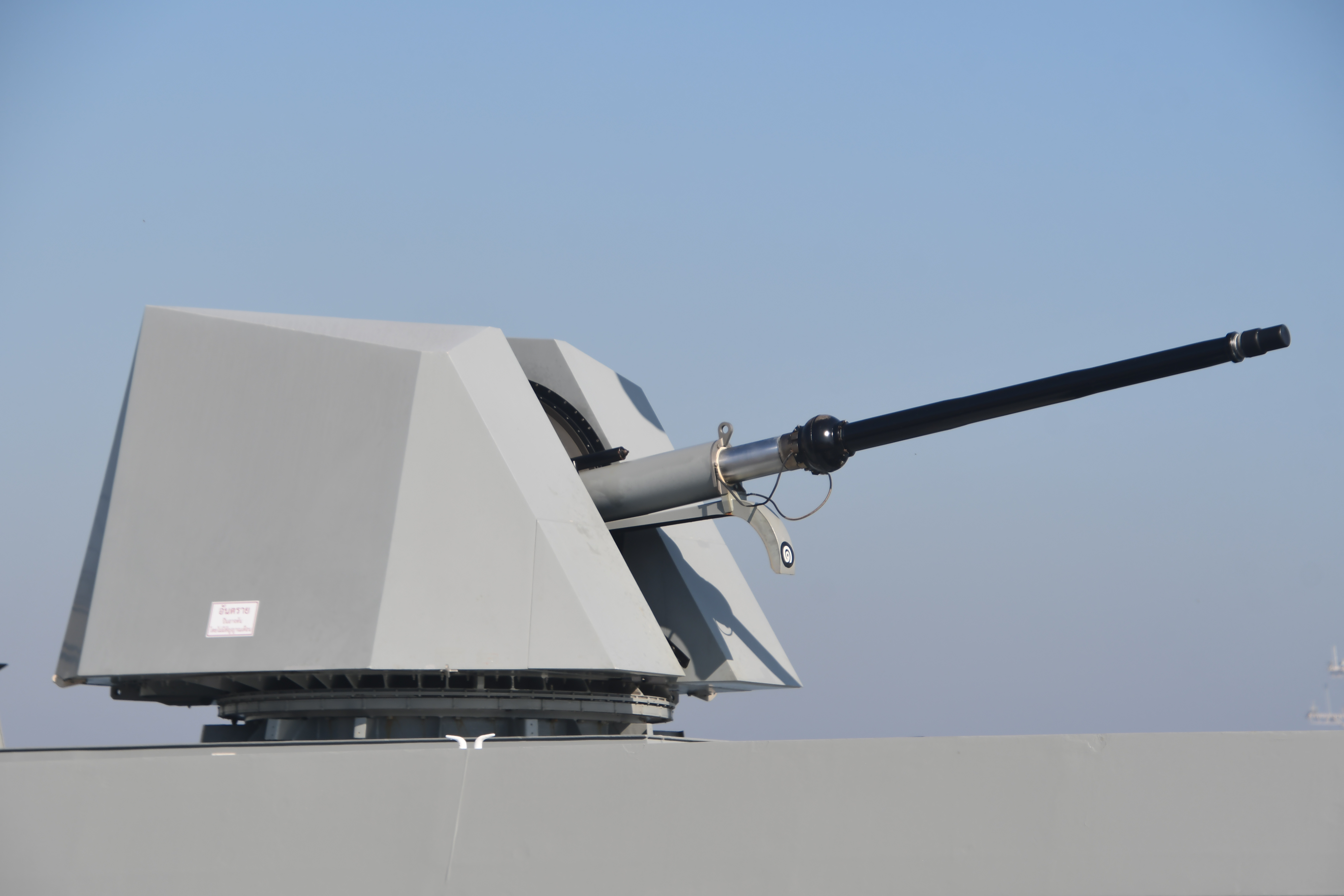
OTO 76/62 Super Rapid, vollautomatisches Schiffsgeschütz

Die Rüstungs- und Elektronikabteilung steht in der Nachfolge von SELEX Sistemi Integrati, Oto Melara und WASS und ist zuständig für C4ISR- oder ISTAR-Systeme, Avionik, Bordradar-Anlagen, Flugsicherungssysteme, Luftraumaufklärungsradargeräte mit großer Reichweite wie das Selex RAT 31DL, das Multifunktionsradar Kronos, Future-Soldier-Systeme und eine Reihe weiterer Sensoren sowie Komponenten für Raumfahrtmissionen.
Darüber hinaus stellt diese Abteilung Schiffsgeschütze her, darunter die bekannten OTO 76/62 und OTO 127/64, die präzisionsgelenkte Munitionsfamilie Vulcano, Waffensysteme für die Radpanzer Centauro, Freccia und Dardo und den Kampfpanzer Ariete, unbemannte See- und Landfahrzeuge sowie Torpedos wie Black Shark, MU90 und A244/S. 

### Raumfahrttechnik

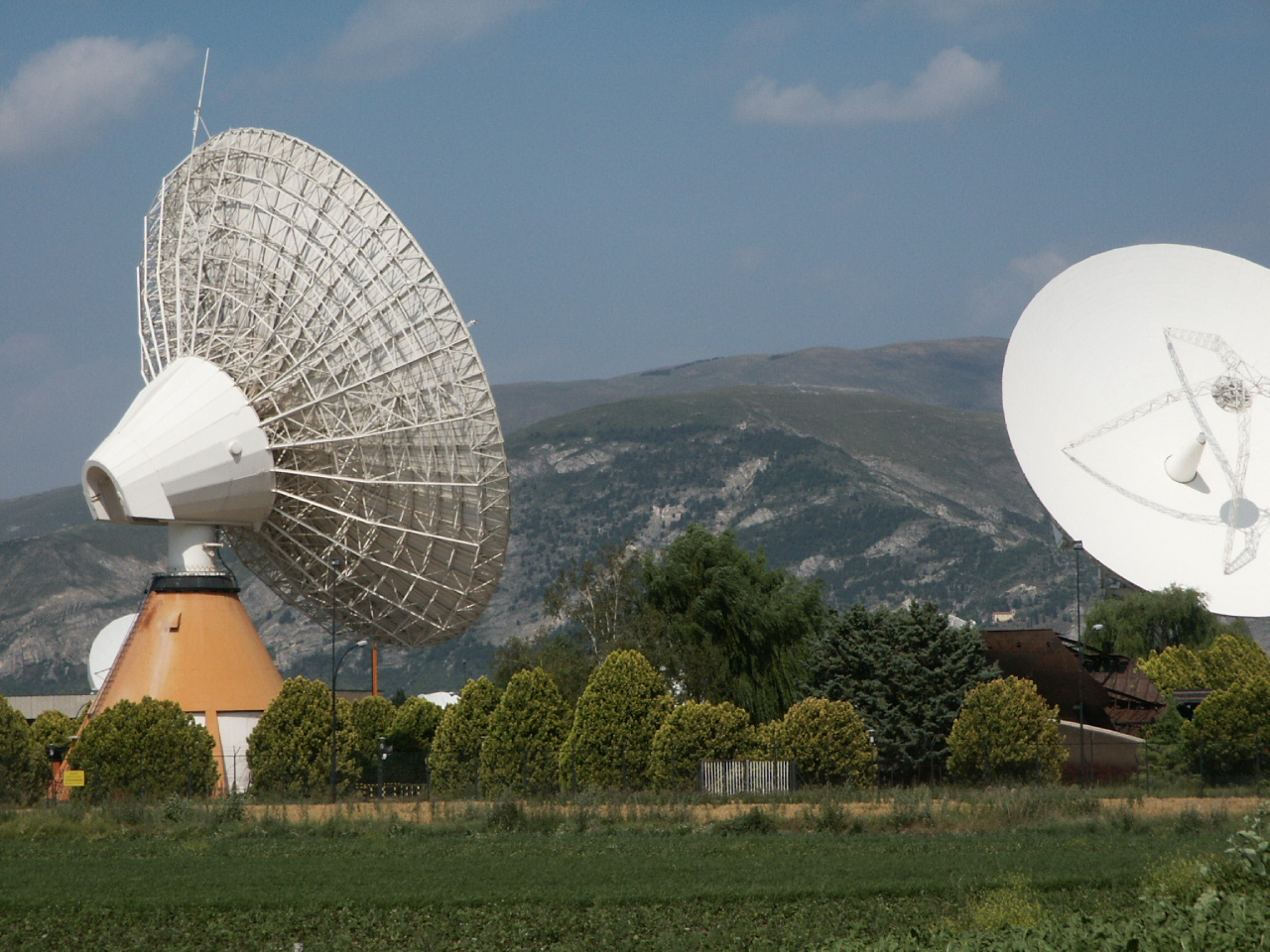
Raumfahrtzentrum Fucino

Im Bereich Raumfahrt ist Leonardo hauptsächlich über die Gemeinschaftsunternehmen Telespazio (Leonardo 67 % – Thales 33 %) und Thales Alenia Space (Leonardo 33 % – Thales 67 %) tätig.
Die beiden Unternehmen bieten ein breites Spektrum an Fähigkeiten und Dienstleistungen, darunter die Entwicklung, Implementierung und Steuerung von Weltraumsystemen für Navigation, Telekommunikation, Verteidigung, Meteorologie, Umweltbeobachtung, wissenschaftliche Zwecke, Erdbeobachtung, Ortung und Verwaltung von Startdiensten und Satelliten.

### Informationssicherheit
Die Produkte der Abteilung für Sicherheits- und Informationssysteme sind vorwiegend auf den Bedarf von Streitkräften, Sicherheits- und Polizeibehörden in den Bereichen Telekommunikation, Kritische Infrastrukturen, Digitalisierung und Transport ausgerichtet. Schwerpunkte sind die Informationssicherheit und Überwachungssysteme.

### Automation
Im Bereich Automatisierung werden Sortier- und Verteilanlagen sowie Gepäckförderanlagen für den Luftfahrt-, Post- und Einzelhandelssektor einschließlich der IT-Infrastruktur produziert.

## Tochtergesellschaften und Beteiligungen
(Stand: März 2025)

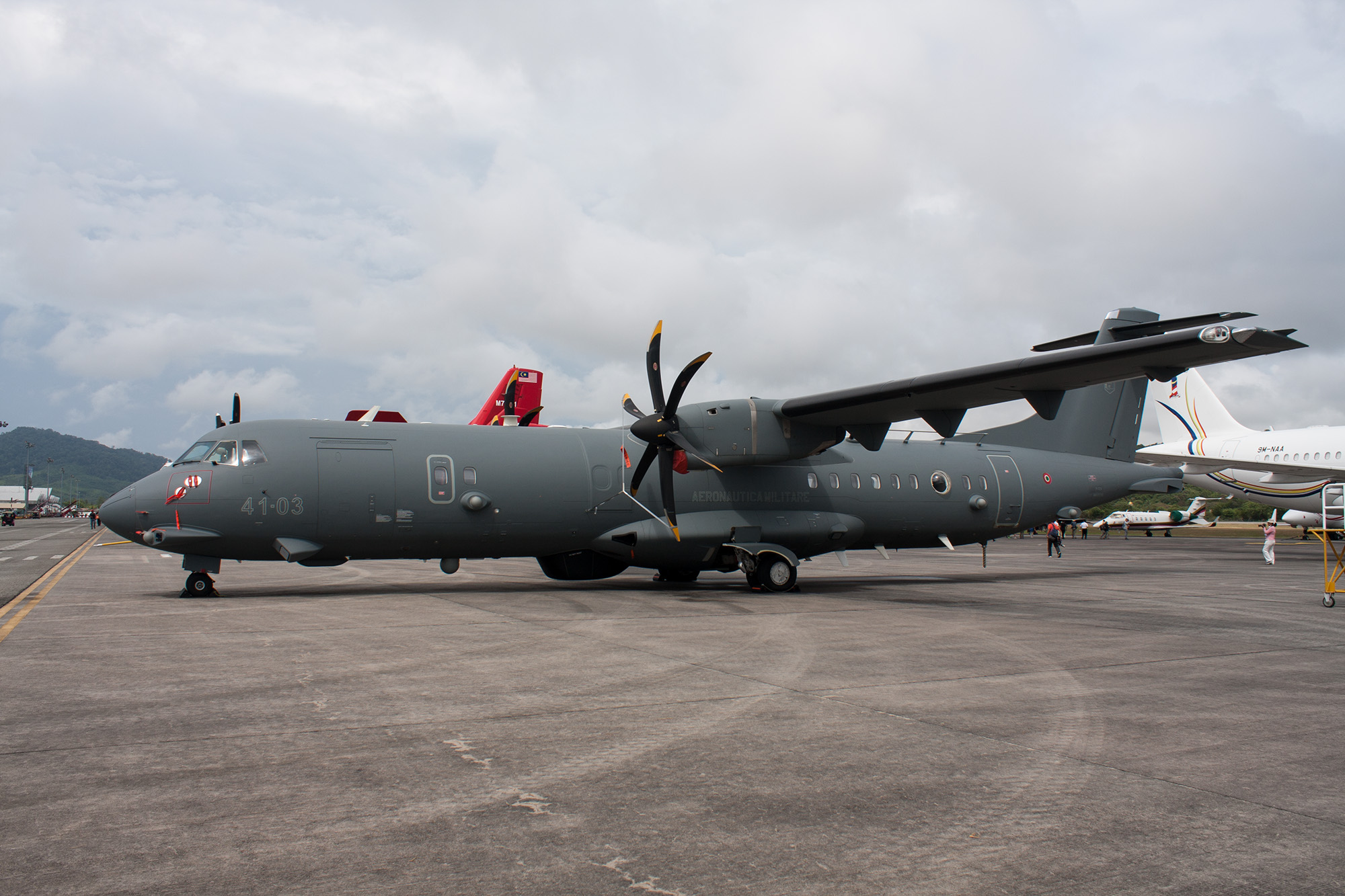
ATR 72

Nachfolgend sind die wichtigsten Tochtergesellschaften und Beteiligungen der Leonardo S.p.A. aufgeführt:
| Anteil  | Unternehmen                            | Bereich                               |
| ------- | -------------------------------------- | ------------------------------------- |
| 100 %   | Leonardo UK                            | Hubschrauber, Verteidigungselektronik |
| 100 %   | Leonardo Global Solutions              | Immobilienmanagement                  |
| 100 %   | Leonardo International                 | Investitionsmanagement                |
| 100 %   | Leonardo Logistics                     | Logistik                              |
| 100 %   | KOPTER Group                           | Hubschrauber                          |
| 100 %   | PZL-Świdnik S.A.                       | Hubschrauber                          |
| 72,3 %  | Leonardo DRS                           | Verteidigungselektronik               |
| 67 %    | Telespazio                             | Raumfahrttechnik                      |
| 60 %    | Larimart S.p.A.                        | Verteidigungselektronik               |
| 50 %    | Avions de Transport Régional           | Flugzeugbau                           |
| 50 %    | Leonardo Rheinmetall Military Vehicles | Panzerfahrzeuge                       |
| 49 %    | Orizzonte Sistemi Navali               | Systemintegrator                      |
| 33 %    | Thales Alenia Space                    | Raumfahrttechnik                      |
| 32 %    | NHIndustries                           | Hubschrauber                          |
| 31,33 % | ELT Group                              | Verteidigungselektronik               |
| 30 %    | GEM Elettronica                        | Verteidigungselektronik               |
| 29,63 % | Avio                                   | Raumfahrttechnik                      |
| 25 %    | MBDA                                   | Lenkflugkörper                        |
| 22,8 %  | Hensoldt                               | Verteidigungselektronik               |
| 21 %    | Eurofighter Jagdflugzeug GmbH          | Flugzeugbau                           |

## Anteilseigner
(Stand: März 2025)
| Anteil | Anteilseigner                                                                |
| ------ | ---------------------------------------------------------------------------- |
| 30,2 % | Italienischer Staat über das Ministerium für Wirtschaft und Finanzen         |
| 69,3 % | Streubesitz; davon 50,8 % institutionelle Anleger und 18,5 % private Anleger |
| 0,5 %  | Eigene Aktien                                                                |